# Punyal

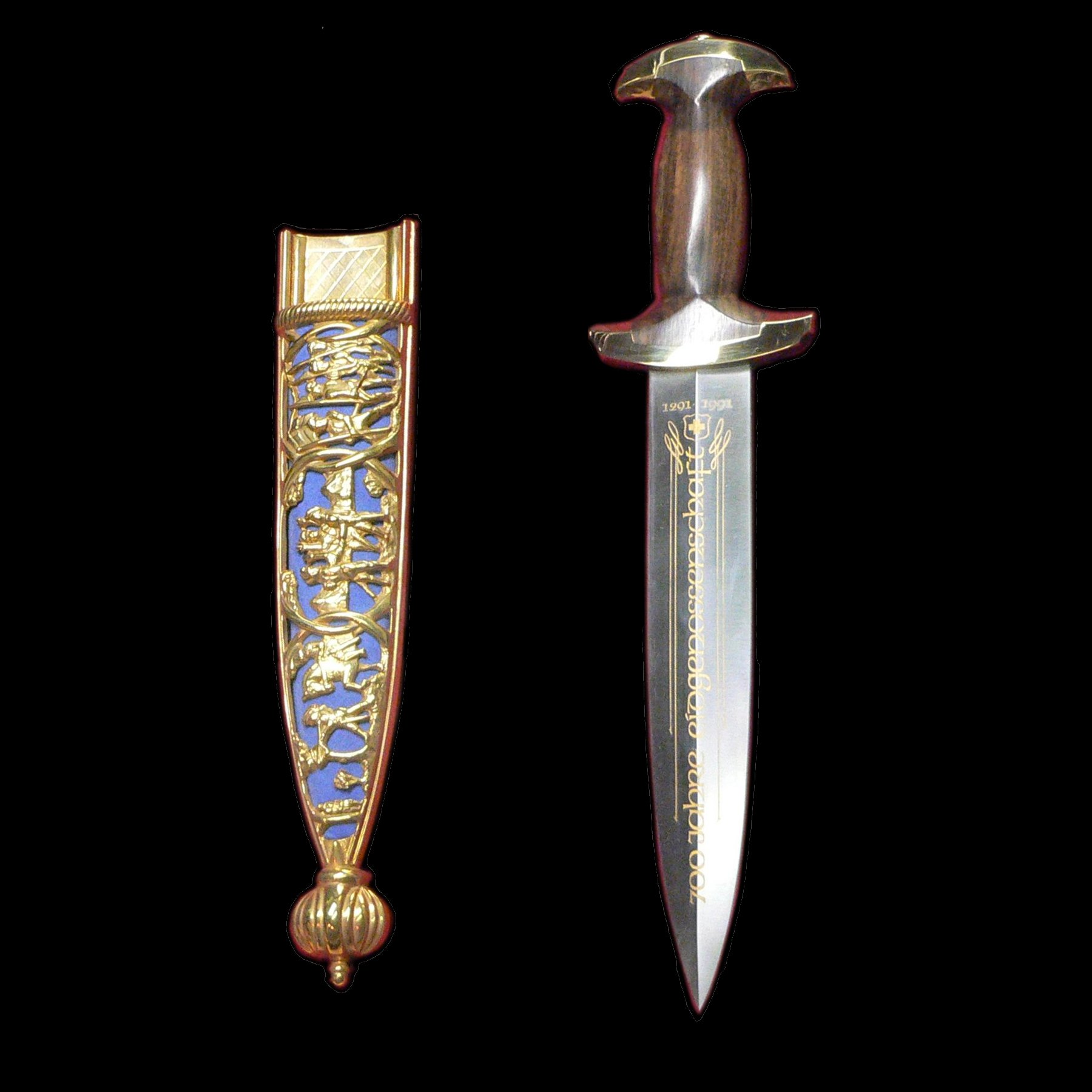
Punyal i funda amb adorns

Un punyal és una arma blanca amb la fulla de dos talls, dissenyada per a clavar, de cara a matar persones o animals. Té un mànec de vegades amb forma anatòmica o amb un sortint en forma de creu perquè no rellisqui en clavar-lo. A diferència de la navalla no és plegable. Pot tenir la fulla recta o lleugerament corba. Fa entre 2 i 3 decímetres de llarg i només fereix amb la punta, que sol ser afilada.
També s'utilitza com a arma defensiva del soldat, a més de la pistola. Hi ha divers tipus de punyal específicament dissenyats per a ús militar, de cara al cos a cos. En termes genèrics es parla de punyal de combat. El punyal de trinxera és el model usat durant la Primera Guerra Mundial i durant la Guerra Civil Espanyola. Els models actuals tendeixen a rebre el nom de punyal tàctic. Estretament emparentada amb el punyal militar hi ha la baioneta.
El punyal ha rebut diverses variants segons les aplicacions: baioneta, punyal que es col·loca a la boca d'un fusell; almarada: punyal agut de tres arestes sense tall; daga Punyal de fulla llarga, plana i punxeguda; Gumí, daga lleugerament encorbada usada pels moros; estilet, punyal petit de fulla molt estreta i molt aguda; pugio punyal emprat pels soldats romans.
En la vida quotidiana és bastant habitual referir-se al punyal, sobretot al militar, com a ganivet; es tracta d'un error, perquè, a diferència del punyal, el ganivet serveix essencialment per a tallar, no per a clavar, i rarament s'usa com a arma.

## Armes relacionades
Entre les armes tradicionals occidentals n'hi ha algunes molt semblants als punyals: dagues, coltells i estilets, entre d'altres.

## Descripció física
Un punyal és una peça allargada que consta de mantí(mànec, pom) i ferrussa.
El mànec té una part exterior (dolces, galtes) muntada sobre una part interior de la fulla (anomenada espiga si és més prima que la ferrussa exterior) unida formant peça única amb la ferrussa. (Precisant: la fulla és més llarga que la ferrussa. La ferrussa és la part exterior i visible de la fulla. La mida d’un punyal es refereix a la mida de la ferrussa.).

### Transport
La mateixa disposició de l'arma (amb dues parts tallant i una punta molt aguda) implica la necessitat d'una beina per a un transport segur. Aquesta beina s'ha de poder penjar d'un cint amb un sistema de suspensió adequat.
Moltes vegades el conjunt punyal i beina disposa d'un sistema fiador, basat en una molla que subjecta les dues parts, que cal desactivar de forma deliberada.

## Materials de la fulla
La fulla d'un ganivet ha de tenir propietats contradictòries. En conjunt ha de ser tenaç, amb capacitat de resistir esforços de xoc (en particular ha de resistir caigudes sobre un sòl ferm sense trencar-se). En la part del tall ha de tenir una duresa adequada a la funció. Duresa que permeti conservar una bona capacitat de tall i que faciliti l'esmolat amb sistemes convencionals.

### Acer
- Acers al carboni
- Acers aliats resistents a la corrosió
- Acers inoxidables martensítics.

### Acers del tipus Damasc
Les espases i ganivets amb fulles d'acer de Damasc tradicionals es forjaven amb acer importat de l'Índia (acer Wootz). Hi ha acers damasquinats fabricats en èpoques posteriors que imiten l'aspecte decoratiu i, en els millors casos, l'estructura i qualitats d'aquelles fulles.
En els darrers cinquanta anys hi ha hagut intents seriosos i reeixits de forjar fulles basant-se en les tècniques primitives.

### Bronze
Hi ha dues aplicacions que justifiquen l'ús del bronze en ganivets moderns:
- Ganivets a emprar en atmosferes explosives (ganivets i eines antiguspira).[14][15]

- Ganivets d'empeltar o per a usos agrícoles (per les seves propietats biocides).[16]

### Titani
- El titani no és un material que s'usi en la fulla de forma habitual. En algun cas, per a ganivets emprats per astronautes, s'han construït ganivets amb fulla de titani (especialment escollit per les seves propietats antimagnètiques). També es fan servir ganivets amb fulla de titani en altres aplicacions.[17][18][19]

### Ceràmics

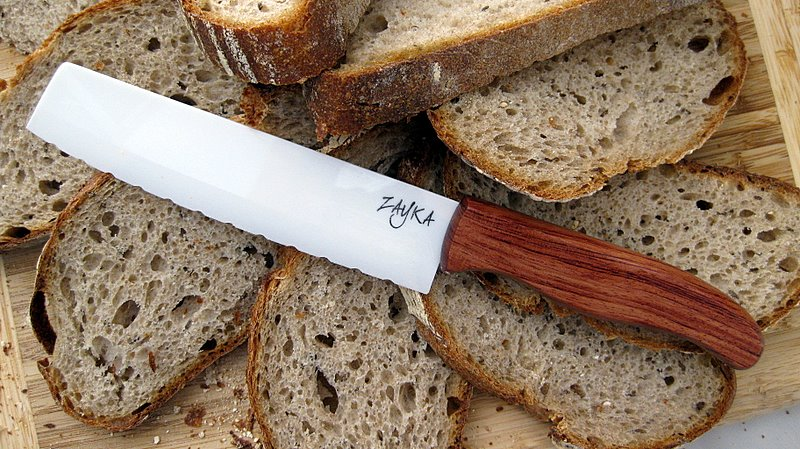
Ganivet ceràmic per a llescar pa.

Hi ha ganivets ceràmics, generalment fets d'òxid de zirconi, que tenen un tall molt fi i que es conserva molt de temps. Són però, molt fràgils. Amb un cop fort o una caiguda es poden trencar.

### Polímers
- Entre els coberts de plàstic hi ha ganivets amb tall de serra d'un sol ús.
- Ganivets de plàstic per a tallar enciam i verdures tendres.
- Ganivets com a arma ofensiva construïts amb polímers per a evitar la seva detecció per mitjans magnètics.[22][23]

### Materials especials
En situacions d'emergència es poden emprar qualsevol tipus de materials disponibles. En casos de supervivència la fulla d'un punyal pot ser una espina de porc espí o una peça de bambú. A les presons es requisen punyals improvisats amb mànecs de raspalls de dentrifici i altres invents semblants.

### Gel
Un tema recurrent en la ficció, és el d'assassinats amb un punyal d'aigua glaçada. L'arma es desfà, un cop fet l'homicidi, sense deixar rastre. La possibilidad real d'aquests casos és molt remota.

### Superfície de la fulla
Els punyals decoratius, rituals i similars poden tenir la fulla llisa i polida (fabrida en documents antics), sense cap altra decoració. D’altra banda son freqüents les ferrusses decorades amb niells, esmalts i altres.
Els punyals de desfilada poden estar niquelats o cromats.
Els ganivets de combat acostumen a mostrar una fulla fosca i poc reflectant. Aquestes armes sovint van fosfatades o pavonades.

## Materials de la beina
Les característiques ofensives de la fulla dels punyals (punta penetrant i tallant, i costats tallants) fan aconsellable (i gairebé imprescindible) el seu transport en una beina adequada.
Hi ha moltes menes de beines i materials. Els més tradicionals són la fusta i la pell adobada. Sense oblidar la banya i els ossos. També hi ha beines de metal (llautó, acer dolç, plata,...) i de polímers (termoplàstics o termoestables). Les beines més luxoses poden basar-se en materials exòtics: ullals de narval, ivori, os, ... I estar decorades amb pedres precioses o metalls nobles.

## Documents

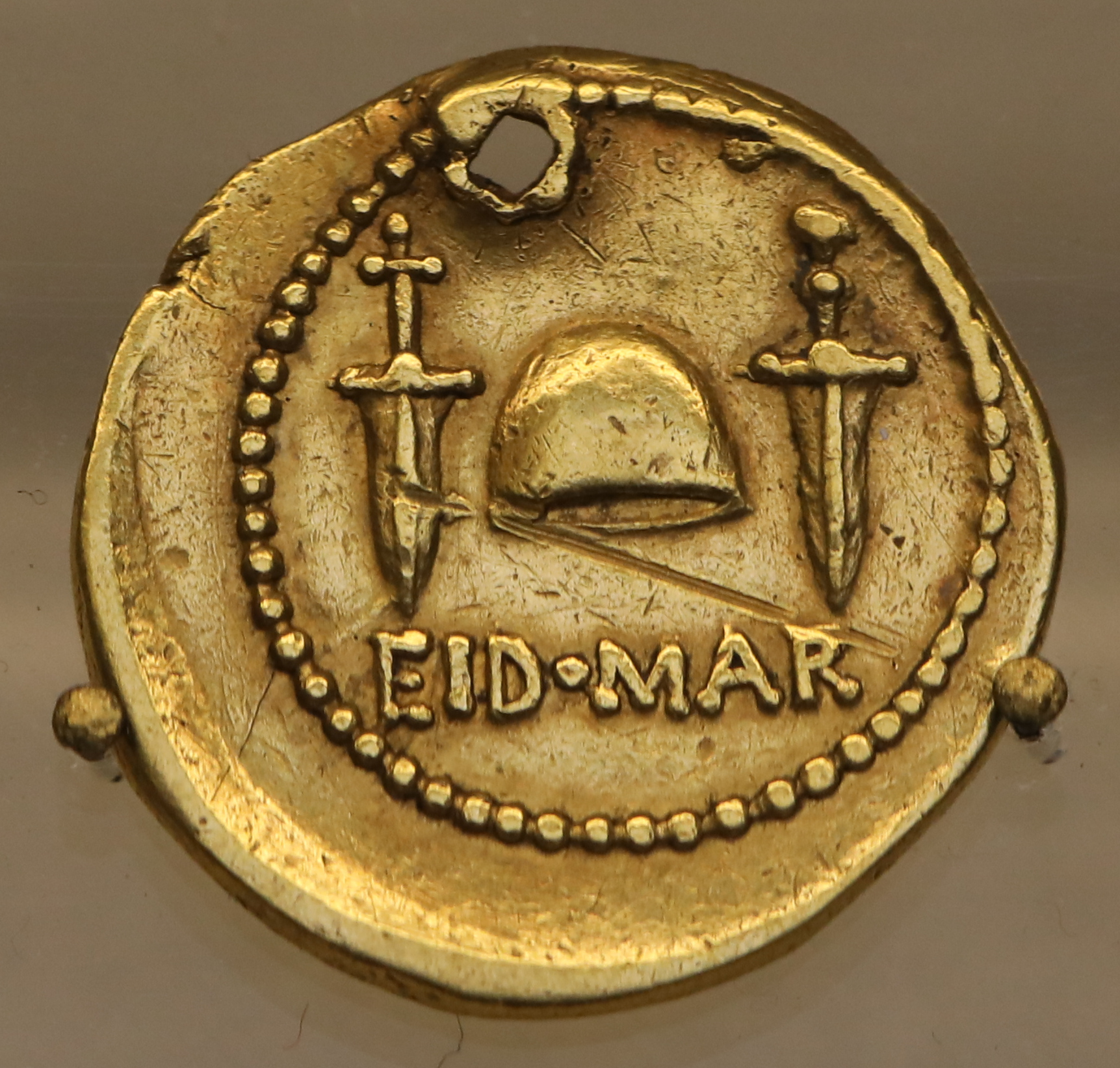
Moneda d’or amb representació de les dagues del magnicidi de Cèsar.

Algunes referències concretes (aleatòries i necessàriament no exhaustives) poden permetre una aproximació al tema de l'article.
- 44 aC. Assassinat de Juli Cèsar.[37][38]
- c.5 aC. Graci Falisc, en el seu poema Cynegeticon, esmenta els coltells de Toledo: "...Ima toledano praecingunt ilia cultro...".[39][40]
- 41 dC. Assassinat de Calígula. Apunyalat.[41][42]
- 68. Neró. Mort per un punyal. Suicidi potser ajudat.[43]
- 1100. Creació de la Secta dels assassins. El punyal era una de les seves armes principals.[44]
- 1274. Requisat un ganivet costaler.[45]
- 1278. Pugio Fidei adversus mauros et judaeos.[46]
- Ramon Muntaner, a la seva Crònica.[47]
- c1336. Pere el Cerimoniós[48] o el del Punyalet.[49][50]
- 1375. Amenaçar una dona amb un punyal.[51]
- c.1400. Coltell de mida (dos pams de cana de Barcelona ).[52]
- 1457. "Punyals d'armes".[53]
- 1412. Disputes entre daguers i coltellers.[54]
- 1485. "Francesch Colomer, daguer".[55]
- 1527. Rodrigo de Bastidas.[56]
- 1578. Real crida y edicte sobre la delacio de les armes y altres coses, fet per lo ilustrissimo y excellentissimo senyor don Manrique de Lara, duch de Najera ... lochtinent y capita general en lo present Regne de Valencia.[57]

| «                           | Quals punyals són vedats: Item mana sa Excelencia que ningú, de qualsevol estat o condició que sia, gose portar punyals o dagues dits o dites vulgarment de gra d’ordi o de punta de diamant, y agulles espardenyeres sots la mateixa pena contenguda en lo precedent capítol de les espases, y en les matexes penes en aquella aposades. | » |
| — Armes vedades a València. | |   |

- 1605. El Quixot. «...un puñal buido[58] mas agudo que una lezna ...».[59]
- 1843. El puñal del godo (drama teatral). José Zorrilla.[60]
- 1849. Manual del baratero, ó arte de manejar la navaja, el cuchillo y la tijera de los jitanos.[61]
- 1852. Regicida Don M. Merino y Gómez. Descripció del punyal[62]
- 1857. Assassinat d'un arquebisbe de Paris amb un coltell català.[63]
- 1874. Lo ferrer de tall.[64]

| «                    | Esmola que esmola, fes dagues, daguer: fes dagues que passin les malles d'acer | » |
| — Lo ferrer de tall. |                                                                                |   |

- c1876. "Coltello catalano"[65]
- 1876. Difesa di un vecchio pugnale Veneziano.[66]
- 1891. José Martí. Versos sencillos.[67]

| «                  | Mi verso es como un puñal, que por el puño echa flor: Mi verso es como un surtidor que da un agua de coral. | » |
| — Versos sencillos | |   |

- 1892. "Le trop fameux couteau catalan".[68]
- 1902. Marià Vayreda. La punyalada.[69]
- 1972. Film Kozijat rog (Banya de cabra). Una banya de cabra esmolada emprada com a punyal és protagonista de l’acció.[70]
- 2016. Mastering the Art of Arms Vol 1: The Medieval Dagger.[71]

## Ganivets de combat
Destinats a un ús militar ofensiu hi ha diversos models de ganivet (bàsicament amb tall per un costat de la fulla) i de dagues (amb tall per les dues bandes de la fulla). La terminologia anglesa parla de «fighting knives» encara que es tracti de punyals.
|  | Punyal Fairbairn–Sykes (denominat «fighting knife») [ 72 ] |

|  | M1918 Trench Knife [ 73 ] |

|  | US M3 Trench Fighting Knife [ 74 ] |

|  | Ka-Bar [ 75 ] |

|  | Gerber Mark II [ 76 ] [ 77 ] |

|  | SOG [ 78 ] |